# Goodbye Cruel World (Elvis Costello and the Attractions)
Goodbye Cruel World  è un album discografico del cantautore inglese Elvis Costello e della sua band The Attractions pubblicato nel 1984. Si tratta del nono album per Costello, l'ottavo col suo gruppo di supporto.

## Tracce
Testi e musiche di Elvis Costello, eccetto dove indicato.
1. The Only Flame in Town – 4:01
2. Home Truth – 3:12
3. Room with No Number – 4:13
4. Inch By Inch – 2:29
5. Worthless Thing – 3:04
6. Love Field – 3:26
7. I Wanna Be Loved – 4:47 (Farnell Jenkins)
8. The Comedians – 2:36
9. Joe Porterhouse – 3:29
10. Sour Milk-Cow Blues – 2:50
11. The Great Unknown – 3:00 (Costello, Clive Langer)
12. The Deportees Clu – 2:54
13. Peace in Our Time – 4:06

## Formazione
- Elvis Costello - voce, chitarre
- Steve Nieve - tastiere
- Bruce Thomas - basso
- Pete Thomas - batteria
- Gary Barnacle - sassofoni
- Jim Paterson - trombone
- Luis Jardim - percussioni
- Daryl Hall - voce in The Only Flame in Town
- Green Gartside - voce in I Wanna Be Loved

## Classifiche
- Billboard 200 - n. 35